# Dymin
Dymin (niem. Am Diemensee) – osada w Polsce położona w województwie pomorskim, w powiecie człuchowskim, w gminie Koczała nad zachodnim brzegiem jeziora Dymno.
W latach 1975–1998 miejscowość administracyjnie należała do województwa słupskiego.

## Nazwa
12 lutego 1948 r. ustalono urzędową polską nazwę miejscowości – Dymin, określając drugi przypadek jako Dymina, a przymiotnik – dymiński.

## Historia
W 1905 r. w miejscowości mieszkało 138 osób.